# Danh sách di sản thế giới tại Sénégal
Sénégal phê chuẩn Công ước Di sản thế giới của UNESCO vào ngày 13 tháng 2 năm 1976. Kể từ đó, các di sản văn hóa và tự nhiên của quốc gia này đủ điều kiện để được UNESCO công nhận là Di sản thế giới. Tính đến hết năm 2017, Sénégal có tổng cộng 7 di sản thế giới (5 văn hóa, 2 tự nhiên). Đảo Gorée là địa điểm đầu tiên được thêm vào danh sách vào năm 1978. Tiếp sau đó là Khu bảo tồn chim quốc gia Djoudj và Vườn quốc gia Niokolo-Koba được thêm vào năm 1981. Địa điểm mới nhất được UNESCO công nhận là Di sản thế giới là Vùng nông thôn Bassari: Cảnh quan văn hóa Bassari, Fula và Bedik được công nhận vào năm 2012.
Vườn quốc gia Niokolo-Koba là di sản tự nhiên hiện nằm trong tình trạng bị đe dọa (nằm trong danh sách bị đe dọa từ năm 2007 đến nay) trong khi Khu bảo tồn chim quốc gia Djoudj cũng từng nằm trong danh sách bị đe dọa trong khoảng thời gian từ 1984–1988 và 2000–-2006.

## Danh sách
Dưới đây là danh sách các di sản thế giới được UNESCO công nhận tại Sénégal.
| Tên                                                              | Hình ảnh | Vị trí                                                                                | Tiêu chuẩn            | Diện tích ha (mẫu Anh)                       | Năm công nhận | Mô tả |
| ---------------------------------------------------------------- | -------- | ------------------------------------------------------------------------------------- | --------------------- | -------------------------------------------- | ------------- | --- |
| Đảo Gorée                                                        |          | Dakar, · Sénégal · 14°40′1″B 17°23′54″T / 14,66694°B 17,39833°T                       | Văn hóa: (vi)         | 50 (120)                                     | 1978          | Hòn đảo từng là trung tâm buôn bán nô lệ từ Senegal ở phía bắc. Sau khi thương mại nô lệ ở Senegal sụp đổ vào những năm 1770 và 1780, hòn đảo trở thành một cảng quan trọng cho việc vận chuyển lạc, dầu đậu phộng, kẹo cao su, ngà voi, và các sản phẩm khác. Nhà Nô lệ là công trình nổi tiếng nhất trên hòn đảo ngày nay là một viện bảo tàng, đài tưởng niệm. |
| Vườn quốc gia Niokolo-Koba                                       |          | Tambacounda, · Kédougou, · Sénégal · 12°04′0″B 12°43′0″T / 12,06667°B 12,71667°T      | Thiên nhiên: (x)      | 913.000 (2.260.000)                          | 1981          | Nằm tại Đông Nam Senegal, vườn quốc gia nằm trên một khu vực cao có sông Gambia chảy qua. Vườn quốc gia có hệ sinh thái thảo nguyên, rừng khô, đầm lầy, rừng ven sông là nơi phát triển của 1500 loài thực vật, 20 loài lưỡng cư, 60 loài cá, 38 loài bò sát, 80 loài động vật có vú và 330 loài chim. |
| Khu bảo tồn chim quốc gia Djoudj                                 |          | Saint-Louis, · Sénégal · 16°30′0″B 16°10′0″T / 16,5°B 16,16667°T                      | Thiên nhiên: (vii)(x) | 16.000 (40.000)                              | 1981          | Với diện tích 16.000 ha nằm tại vùng đồng bằng Senegal, khu bảo tồn là một trong những số ít vùng đất xanh của Sahel. Khu bảo tồn này là vùng đất ngập nước quan trọng, cung cấp môi trường sống cho những loài chim di cư, nhiều loài trong số đó vượt quãng đường xa xôi băng qua sa mạc Sahara. Trong số 400 loài chim có mặt tại đây, bồ nông và hồng hạc là dễ thấy và phổ biến nhất. Vì vậy, nó là nơi trú đông quan trọng nhất cho các loài chim ở châu Phi, là sân chim lớn thứ ba thế giới                                      |
| Đảo Saint-Louis                                                  |          | Saint-Louis, · Sénégal · 16°02′0″B 16°30′0″T / 16,03333°B 16,5°T                      | Văn hoá: (ii)(iv)     | _                                            | 2000          | thành phố lịch sử Saint-Louis thể hiện sự trao đổi quan trọng của các giá trị và ảnh hưởng đến sự phát triển của giáo dục và văn hoá, kiến trúc, nghề thủ công và dịch vụ ở phần lớn vùng Tây Phi. Ngoài ra, nơi đây là một ví dụ nổi bật của một thành phố thuộc địa, đặc trưng bởi môi trường tự nhiên đặc biệt của nó, và nó minh hoạ cho sự phát triển của chính phủ thuộc địa trong khu vực này. Một số công trình nổi bật của thành phố như Cầu Faidherbe, Đài tưởng niệm Thế chiến thứ I cùng rất nhiều các tòa nhà lịch sử khác. |
| Vòng tròn đá Senegambian                                         |          | Kaolack, · Sénégal · Chung với: Gambia · 13°41′28″B 15°31′21″T / 13,69111°B 15,5225°T | Văn hoá: (i)(iii)     | 9,85 (24,3); vùng đệm 110,05 (271,9)         | 2006          | Khu vực bao gồm bốn nhóm đá lớn đại diện cho khu vực đá bất thường của hơn 1.000 đài kỷ niệm trong một khu vực trải dài 100 km dọc theo sông Gambia. Bốn nhóm vòng tròn đá tại Sine Ngayène, Wanar, Wassu và Kerbatch với tổng cộng 93 vòng đá cùng rất nhiều các mộ chôn cất có lịch sử từ thế kỷ thứ 16 TCN đến thế kỷ thứ 3 TCN. |
| Saloum Delta                                                     |          | Fatick, · Sénégal · 13°42′0″B 16°38′0″T / 13,7°B 16,63333°T                           | Văn hoá: (iii)(iv)(v) | 145.811 (360.310); vùng đệm 78.842 (194.820) | 2011          | Khu vực này bao gồm các kênh nước lợ với hơn 200 hòn đảo, đảo nhỏ là nơi có hệ sinh thái rừng ngập mặn và rừng khô đã từng là nơi có hoạt động đánh cá và thủy sản được minh chứng qua 218 bãi vỏ ốc, một vài trong số chúng dài hàng trăm mét, 28 mộ chôn cất là nơi có những đồ tạo tác vô cùng tinh xảo, tất cả thể hiện sự chiếm lĩnh ở khu vực đồng bằng này và làm chứng cho lịch sử định cư của con người dọc theo bờ biển Tây Phi.                                                                                               |
| Vùng nông thôn Bassari: Cảnh quan văn hóa Bassari, Fula và Bedik |          | Kédougou, · Sénégal · 12°35′36″B 12°50′45″T / 12,59333°B 12,84583°T                   | Văn hoá: (iii)(v)(vi) | 50.309 (124.320); vùng đệm 240.756 (594.920) | 2012          | Cảnh quan văn hóa này nằm ở đông nam Senegal với sự đa dạng văn hóa được bảo tồn tốt hình thành do sự tương tác của con người với môi trường tự nhiên tại ba khu vực dân cư là Salémata (người Bassari), Bandafassi (người Bedik) và Dindéfello (người Fula). Nó được thể hiện qua các thửa ruộng bậc thang, ruộng lúa, xe kẽ là các làng mạc và địa điểm khảo cổ có lịch sử từ thế kỷ 11 đến 19. |

## Di sản dự kiến
Ngoài các di sản đã được UNESCO công nhận, các quốc gia thành viên còn có thể duy trì các di sản dự kiến. Để trở thành một di sản thế giới chính thức, địa danh đó phải có tên trong danh sách di sản dự kiến. Tính đến hết năm 2017, Senegal hiện có 8 di sản dự kiến:
- Vườn quốc gia Quần đảo Madeleine (2005)
- Mộ đá Cekeen (2005)
- Các điểm dừng trên sông Senegal (2005)
- Rufisque cổ (2005)
- Hồ Rose (2005)
- Đảo Carabane (2005)
- Aeropostale, Dakar (2005)
- Kiến trúc nông thôn của Basse-Casamance: Các tháp nấm của Vương quốc Bandial (2005)